# (4592) Alkissia
(4592) Alkissia est un astéroïde de la ceinture principale.

## Description
(4592) Alkissia est un astéroïde de la ceinture principale. Il fut découvert le 24 septembre 1979 à Naoutchnyï par Nikolaï Tchernykh. Il présente une orbite caractérisée par un demi-grand axe de 3,19 UA, une excentricité de 0,16 et une inclinaison de 0,4° par rapport à l'écliptique.

## Compléments